# NGC 6140
NGC 6140 est une galaxie spirale barrée située dans la constellation du Dragon. Sa vitesse par rapport au fond diffus cosmologique est de 901 ± 1 km/s, ce qui correspond à une distance de Hubble de 13,3 ± 0,9 Mpc (∼43,4 millions d'al). NGC 6140 a été découverte par l'astronome germano-britannique William Herschel en 1788.
La classe de luminosité de NGC 6140 est III-IV et elle présente une large raie HI. De plus, c'est une galaxie du champ, c'est-à-dire qu'elle n'appartient pas à un amas ou un groupe et qu'elle est donc gravitationnellement isolée.
En raison d'une brillance de surface égale à 14,96 mag/am2, on peut qualifier NGC 6140 de galaxie à faible brillance de surface (LSB en anglais pour low surface brightness). Les galaxies LSB sont des galaxies diffuses (D) avec une brillance de surface inférieure de moins d'une magnitude à celle du ciel nocturne ambiant.
À ce jour, trois mesures non basées sur le décalage vers le rouge (redshift) donnent une distance de 11,520 ± 6,133 Mpc (∼37,6 millions d'al), ce qui est à l'intérieur des valeurs de la distance de Hubble.